# Epipactis stellifera
Epipactis stellifera là một loài thực vật có hoa trong họ Lan. Loài này được Di Antonio & Veya mô tả khoa học đầu tiên năm 2001.